# Episodi di L.A. Law - Avvocati a Los Angeles (terza stagione)
La terza stagione della serie televisiva L.A. Law - Avvocati a Los Angeles è stata trasmessa in anteprima negli Stati Uniti d'America dalla NBC tra il 3 novembre 1988 e il 18 maggio 1989.
| nº | Titolo originale                   | Titolo italiano | Prima TV USA     | Prima TV Italia |
| -- | ---------------------------------- | --------------- | ---------------- | --------------- |
| 1  | Hey, Lick Me Over                  |                 | 3 novembre 1988  |                 |
| 2  | The Son Also Rises                 |                 | 10 novembre 1988 |                 |
| 3  | Romancing the Drone                |                 | 17 novembre 1988 |                 |
| 4  | Sperminator                        |                 | 1º dicembre 1988 |                 |
| 5  | The Princess and the Pee           |                 | 8 dicembre 1988  |                 |
| 6  | Dummy Dearest                      |                 | 15 dicembre 1988 |                 |
| 7  | To Live and Diet in L.A.           |                 | 5 gennaio 1989   |                 |
| 8  | I'm in the Nude for Love           |                 | 12 gennaio 1989  |                 |
| 9  | Victor/Victorious                  |                 | 19 gennaio 1989  |                 |
| 10 | The Plane Mutiny                   |                 | 9 febbraio 1989  |                 |
| 11 | Izzy Ackerman or Is He Not         |                 | 16 febbraio 1989 |                 |
| 12 | The Accidental Jurist              |                 | 23 febbraio 1989 |                 |
| 13 | Barstow Bound                      |                 | 23 marzo 1989    |                 |
| 14 | Leave It to Geezer                 |                 | 30 marzo 1989    |                 |
| 15 | The Unbearable Lightness of Boring |                 | 6 aprile 1989    |                 |
| 16 | His Suit Is Hirsute                |                 | 27 aprile 1989   |                 |
| 17 | America the Beautiful              |                 | 4 maggio 1989    |                 |
| 18 | Urine Trouble Now                  |                 | 11 maggio 1989   |                 |
| 19 | Consumed Innocent                  |                 | 18 maggio 1989   |                 |